# Гижаса де Сус (Сибињ)
Гижаса де Сус (рум. Ghijasa de Sus) насеље је у Румунији у округу Сибињ у општини Алцина. Oпштина се налази на надморској висини од 491 m.

## Становништво
Према подацима из 2002. године у насељу је живело 239 становника, од којих су сви румунске националности.